# Pulmonoscorpius
Pulmonoscorpius kirktonensis é uma espécie de escorpião gigante extinto, que viveu durante a época Viseano do Carbonífero. Seus fósseis foram encontrados em East Kirkton, West Lothian, na Escócia. Em vida, esta espécie crescia até 70 cm de comprimento.
A dieta do Pulmonoscorpius não é conhecida, mas artrópodes podem ter se formado parte de sua dieta, e sua picada pode ter sido capaz de derrubar pequenos tetrápodes.